# Edo Neuhusius

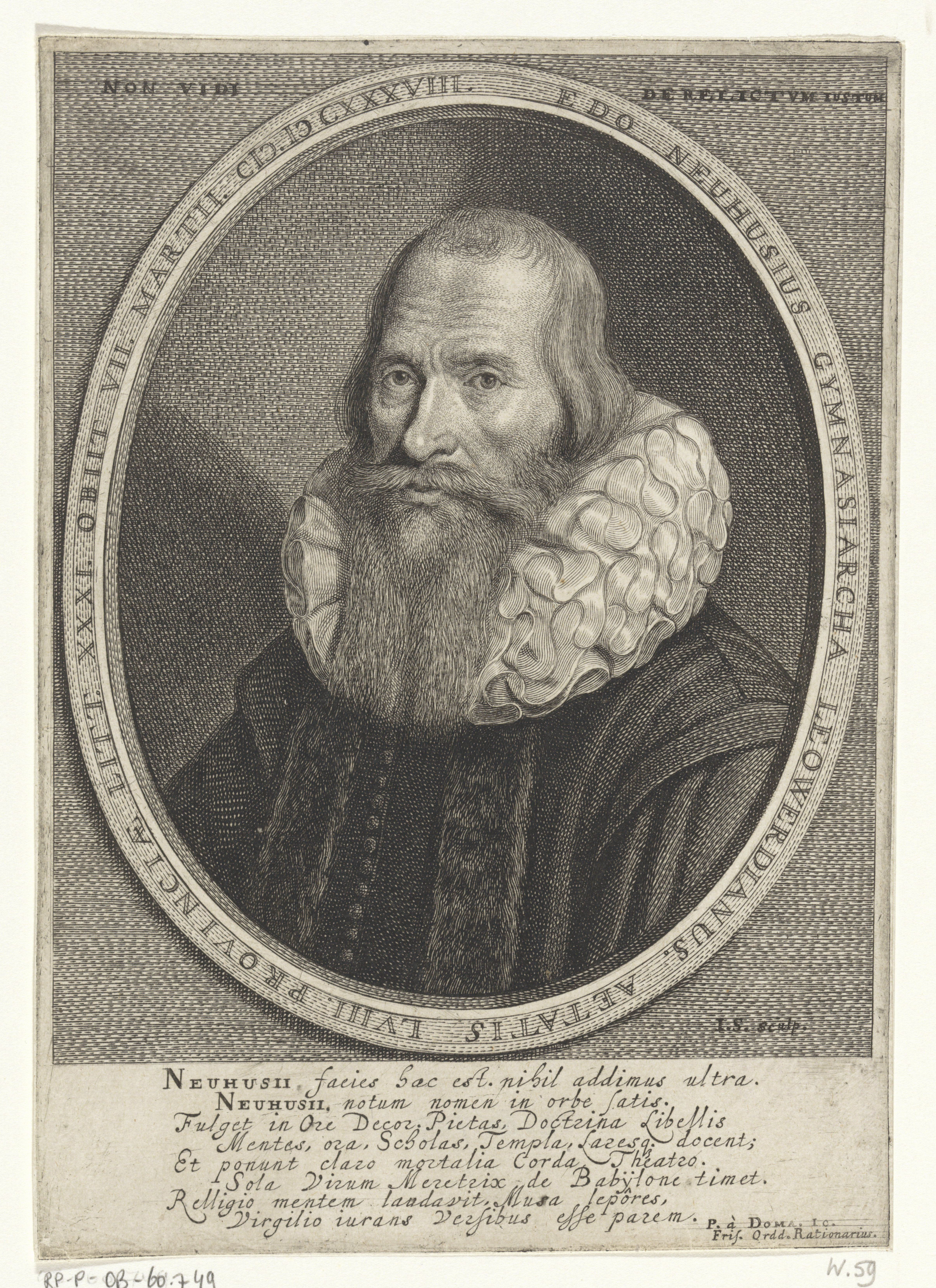
Porträt aus dem 17. Jahrhundert

Edo Neuhusius oder Neuhaus, ndl. Nijenhuis, (* 21. Oktober 1581 in Steinfurt; † 7. März 1638 in Leeuwarden) war ein reformierter Geistlicher und Lehrer.

## Leben
Neuhusius verlor seine Eltern früh. Daher war sein Onkel Otto Casmann für seine Ausbildung zuständig. Er besuchte zunächst das Steinfurter Gymnasium und anschließend ab 1594 das Gymnasium von Stade. Zum Studium der alten Sprachen, der Philosophie und der Theologie kehrte er 1603 nach Steinfurt zurück, da die Hohe Schule zu Burgsteinfurt zu dieser Zeit führende reformierte Hochschule war. Kurzzeitig war er an der Universität Marburg. 
Neuhusius erhielt 1607 einen Ruf als Rektor des Gymnasiums von Leeuwarden und brach dafür seine weiteren Studien in Marburg ab. Dort wirkte er als Lehrer und Rektor. 1613 wurde er außerdem Senior der reformierten Gemeinde. Einen Ruf als Rektor nach Groningen lehnte er ab.
Die römisch-katholische Glaubenskongregation setzte zwei seiner Werke auf den Index: Fatidica sacra (indiziert 1640) und Theatrum ingenii humani (indiziert 1677).

## Werke (Auswahl)
- Triumphalia Leowardiana, In Victoriis Belgicis De Antichristo Antiochizante, Tydemann, Groningen 1629.
- Theatrum ingenii humani, 2 Bände, 1633.
- Fatidica Sacra, Sive De Divina Futurorum Prænunciatione, 2 Bände, Jansson, Amsterdam 1635–1636.
- Gymnasium eloquentiae sive institutio studii oratorii, Jansson, Amsterdam 1648.